# 金大植 (1918年生)
金 大植(キム・デシク、김대식、1918年8月2日‐1999年1月9日)は、大韓民国の軍人。本貫は善山金氏。創氏改名時の日本名は金山熙。

## 経歴
1936年、春川高等普通学校卒業。光東学校教員として働いたが、後に満州国軍に入隊。満州東部地域の国境監視隊に上士として服務。1938年、間島特設隊創設の際、琿春国境監視隊から創設要員として派遣。准尉に昇進。1940年1月、国境事変従軍記章を受章。間島特設隊を除隊後は満州国軍に軍属として勤務した。
1946年2月16日、沿岸警備隊入隊、任少尉（軍番80041番）。1946年9月7日、海岸警備隊人事局長（海軍中領）。
1950年9月20日、海兵隊に編入。海兵第5大隊長。仁川上陸作戦に参加。1950年12月16日、海兵隊参謀長（大領）。1951年5月2日、海兵第1連隊長。同年8月31日、亥安盆地（パンチボウル）の戦いを指揮中に地雷によって負傷して後送された。この時に足の親指を失った。
1951年9月1日、海兵学校校長。
1952年2月5日、海兵隊参謀長
1953年3月5日、海兵教育団長。同年4月4日、准将。
1954年10月、海兵第1旅団長。1955年1月、海兵第1旅団は師団に拡張され、海兵第1師団長。1956年、陸軍大学卒業。海兵隊副司令官。1957年9月、海兵隊司令官（海軍中将）。
1960年6月、予備役編入。国会議員（江原道参議院）。1974年 東方社会福祉会会長。1979年 社会福祉会会長。1994年 春川ロータリークラブ会長。
1999年1月9日午後7時、老衰により死亡。
2008年4月29日に民族問題研究所と親日人名辞典編纂委員会が発表した親日人名辞典収録対象者軍部門に記載。

## 参考
- “韓國戰爭史第3巻 洛東江防禦作戰期（1950.8.1～9.30）” (PDF).   韓国国防部軍史編纂研究所. 2020年12月13日閲覧。
- “金大植” (韓国語).   国立大田顕忠院. 2017年7月15日閲覧。
- “韓国近現代人物資料「金大植」” (韓国語).   国史編纂委員会. 2017年7月15日閲覧。
- 친일인명사전편찬위원회 編 (2009). 친일인명사전 1. 친일문제연구총서 인명편. 민족문제연구소. ISBN 978-89-93741-03-2
- 박동찬 (2014) (PDF). 통계로 본 6·25전쟁. 국방부 군사편찬연구소. ISBN 979-11-5598-010-1
- 飯倉江里衣『満州国軍朝鮮人の植民地解放前後史 日本植民地下の軍事経験と韓国軍への連続性』有志舎、2021年。ISBN 978-4-908672-47-7。

| 軍職        | 軍職                                    | 軍職        |
| ----------- | --------------------------------------- | ----------- |
| 先代 金錫範 | 大韓民国海兵隊司令官 第3代：1957 - 1960 | 次代 金聖恩 |